# Xestia junctura
Xestia junctura là một loài bướm đêm trong họ Noctuidae.